# منتخب سانت لوسيا لكأس ديفيز
منتخب سانت لوسيا لكأس ديفيز (بالإنجليزية: Saint Lucia Davis Cup team)‏ هو ممثل سانت لوسيا الرسمي في كرة المضرب في كأس ديفيز.